# 鬆序茅香草
鬆序茅香草（学名：Hierochloe laxa）为禾本科茅香属下的一个种。

## 扩展阅读
- 維基物種上的相關：鬆序茅香草